# Ulex genistoides
Ulex genistoides är en ärtväxtart som beskrevs av Felix de Silva Avellar Brotero. Ulex genistoides ingår i släktet ärttörnen, och familjen ärtväxter.

## Underarter
Arten delas in i följande underarter:
- U. g. genistoides
- U. g. spectabilis